# Seleção Brasileira de Judô
A Seleção Brasileira de Judô é uma equipe de atletas praticantes de judo, selecionados pela Confederação Brasileira de Judô para representarem o Brasil nas competições internacionais.

## Conquistas
Segue todas as principais conquistas da Seleção de Judô do Brasil nos campeonatos por equipes:

### Masculino
- PRATA

Copa do Mundo de Judô por Equipes: 1988, 2007, 2010, 2011
- BRONZE

Copa do Mundo de Judô por Equipes: 2008, 2012

### Feminino
- PRATA

Copa do Mundo de Judô por Equipes: 2013
- BRONZE

Copa do Mundo de Judô por Equipes: 2012

## Equipe Principal
Masculino
- -60kg, Felipe Kitadai e Ricardo Ayres
- -66kg João Derly, Leandro Cunha e Luiz Revite
- -73kg Leandro Guilheiro, Marcelo Continni e Rodrigo Rocha
- -81kg Flávio Canto, Rodrigo Luna e Nacif Elias
- -90kg Eduardo Santos, Tiago Camilo e Hugo Pessanha
- -100kg Luciano Correa, Leonardo Leite e Carlos Honorato
- +100kg João Gabriel Schlittler, Walter Santos e Daniel Hernandes
- Técnico: Luiz Shinohara

Feminino
- -48kg Sarah Manezes, Daniela Polzin e Taciana Resende
- -52kg Erika Miranda, Andressa Fernandes e Raquel Lopes
- -57kg Ketleyn Quadros, Danielle Zangrando e Mariana Barros
- -63kg Danielli Yuri, Vania Ishii e Camila Minakawa
- -70kg Mayra Aguiar, Maria Portela e Márcia Costa
- -78kg Edinanci Silva, Claudirene Cesar e Deborah Almeida
- +78kg Priscila Marques, Aline Puglia e Maria Suelen Althaman
- Técnica: Rosicléia Campos

## Equipe Júnior
Masculino
- -60kg: Felipe Kitadai/SP
- -66kg: Marcos Seixas/RJ
- -73kg: Rodrigo Rocha/RJ
- -81kg: Marcelo Filho/SC
- -90kg: Bruno Altoe/MG
- -100kg: Marcos Lima Júnior/SP
- +100kg: Luis Eduardo Carmo/SP

Feminino
- -48kg: Sarah Menezes/PI
- -52kg: Raquel Lopes Silva/RJ
- -57kg: Rafaela Lopes Silva/RJ
- -63kg: Camila Minakawa/SP
- -70kg: Mayra Aguiar/RS
- -78kg: Steffani Lupetti/SP
- + 78kg: Rochele Nunes/RS